# بيت كارمايكل
بيت كارمايكل (بالإنجليزية: Pete Carmichael)‏ هو لاعب كرة قدم أمريكية أمريكي، ولد في 4 مارس 1941 في بلينفيلد في الولايات المتحدة، وتوفي في 22 يناير 2016.